# لوكاس بودولسكي
لوكاس يوزف بودولسكي (بالألمانية: Lukas Josef Podolski) و(بالبولندية: Łukasz Józef Podolski) من مواليد 4 يونيو 1985 بمدينة غليفيتسه جنوب بولندا، لاعب كرة قدم لعب لكولن ثم انتقل ليلعب بالبايرن ميونخ وببادية موسم 2009-2010 عاد لناديه القديم كولن ولد في غليفيتسه في بولندا، لعب 140 مباراة دولية وسجل 49 هدفاً مع المنتخب الألماني كما أحرز معه كأس العالم 2014. ويلعب بمركز مهاجم أو جناح أيسر وطوله 182 سم ووزنه 82 كلغ. ويحمل الجنسيتين الألمانية والبولندية.
في مارس 2012، تحدث المدرب الفرنسـي لأرسنال آرسين فينغر عن إعجابه باللاعب بودولسكي ومن أنه يحتاج لاعب بمميزات ((بولـدي)) في خط وسط وهجوم نادي الأرسنال ونظير ما يتمتع به اللاعب من خبرة كبيرة في ملاعب كرة القدم اكتسبها مع المنتخب الألماني بالرغم من صغر سنه 26 عاماً، ودخوله المئوية بأكثر من مائة مباراة مع الناسيونــال المانشافـت توجها بالفوز بكأس العالم 2014 في البرازيل .
وبالفعل انضم لوكــاس بودولسكـي إلى نادي أرسنال الأنجليزي في صيف مايو 2012.
يتميز اللاعب لوكاس بودولسكي بسرعته وتسديداته القوية للكرات بالقدم اليسرى.
أول مباراة لبودولسكي كانت أمام المنتخب المجري ب 6 يونيو 2004، بودولسكي محبوب الجماهير الألمانية خاصة جماهير كولن بالرغم من كونه من أصغر اللاعبين الألمان وأطلق علية أمير كولن
وقد أدهش الجميع عندما حاز على جائزه أفضل لاعب شاب بكأس العالم 2006 منافساً كرستيانو رونالدو
وفي عام 2017 أعلن لوكاس اعتزاله الدولي مع المنتخب بعد مسيرة حافلة.
أما عن انجازاته:
- المركز الأول مع نادي كولن في الدوري الألماني الدرجة الثانية
- أفضل لاعب شاب في كأس العالم 2006
- المركز الثالث مع منتخب ألمانيا لكرة القدم في كأس العالم 2006 لديه ثلاثة أهداف في كأس العالم.
- المركز الثاني مع منتخب ألمانيا لكرة القدم في كأس الأمم الأوروبية 2008. وأحرز بودولسكي في هذه البطولة هدفان في مرمى المنتخب البولندي.

احتفاله بالهدفان كان هادئاً احتراماً لأصوله البولندية.
- المركز الثالث مع منتخب ألمانيا لكرة القدم في كأس العالم 2010.
- المركز الأول مع منتخب ألمانيا لكرة القدم في كأس العالم 2014.

المسيرة الاحترافية:
- 2006-2003 نادي كولن.
- 2007-2006 نادي بايرن ميونخ.
- 2009-2012 نادي كولن.
- 2012- أرسنال.
- 2015 إنتر ميلان.

## روابط خارجية
- لوكاس بودولسكي على موقع IMDb (الإنجليزية)
- لوكاس بودولسكي على موقع ألو سيني (الفرنسية)
- لوكاس بودولسكي على موقع ميوزك برينز (الإنجليزية)
- لوكاس بودولسكي على موقع ديسكوغز (الإنجليزية)
- لوكاس بودولسكي على موقع قاعدة بيانات الفيلم (الإنجليزية)
- لوكاس بودولسكي على موقع كينوبويسك (الروسية)

- لوكاس بودولسكي على موقع الاتحاد الدولي (مؤرشف)  (الإنجليزية)
- لوكاس بودولسكي على موقع الاتحاد الأوربي (الإنجليزية)
- لوكاس بودولسكي على موقع اتحاد تركيا (لاعب) (الإنجليزية)
- لوكاس بودولسكي على موقع رابطة كرة القدم اليابانية للمحترفين (اليابانية)
- لوكاس بودولسكي على موقع قاعدة بيانات كرة القدم.إي يو (الإنجليزية)
- لوكاس بودولسكي على موقع بيانات كرة القدم. دي إي (الألمانية)
- لوكاس بودولسكي على موقع ليكيب (الفرنسية)
- لوكاس بودولسكي على موقع ناشيونال فوتبول تيمز (الإنجليزية)
- لوكاس بودولسكي على موقع Soccerbase.com (لاعب) (الإنجليزية)
- لوكاس بودولسكي على موقع Soccerway.com (الإنجليزية)